# Gaétan Soucy
Gaétan Soucy (Montréal, 21 oktober 1958 – aldaar, 9 juli 2013) was een Canadees Franstalig schrijver en docent filosofie.

## Biografie
Gaétan Soucy groeide op in een groot gezin in de arbeiderswijk Hochelaga in Montréal. Hij studeerde wiskunde en astrofysica aan Universiteit van Montréal. Hij behaalde een bachelor in de letteren en een master in de filosofie aan de Universiteit van Québec. Zijn scriptie handelde over de transcendentale wetenschapsfilosofie van Immanuel Kant.
Na het voltooien van zijn opleiding doceerde Soucy filosofie aan het Cégep (Collège d'enseignement général et professionnel) Édouard-Montpetit in Longueuil en was hij als docent filosofie verbonden aan de Universiteit van Québec.
Soucy raakte gefascineerd door de Japanse cultuur. Hij studeerde Japanse taal en literatuur aan de McGill-universiteit in Montréal en reisde regelmatig naar Japan.
Hij stierf aan een hartaanval op 9 juli 2013.

## Literair werk
Gaétan Soucy's eerste roman, L'Immaculée Conception (De onbevlekte ontvangenis), werd in 1994 in Québec gepubliceerd en verscheen het jaar daarop in Frankrijk onder de titel 8 décembre.
Voor zijn tweede roman, L’Acquittement (vergeving of vrijspraak), uitgegeven door Editions du Boréal, ontving hij in 1998 de Grand prix du livre de Montréal.
La Petite Fille qui aimait trop les allumettes (Het meisje dat te veel van lucifers hield), zijn derde roman, verscheen in 1998 en werd een groot succes. Het is een hallucinant verhaal over twee tieners die hun tirannieke vader moeten begraven. Ze ontdekken de realiteit van een wereld die hen tot dan toe was ontgaan en ze worstelen zowel met de 'echte' wereld als met de waarheid over hun eigen bizarre omstandigheden. De roman werd door recensenten beschreven als een fabel en als een horrorverhaal. Het boek is in twintig talen vertaald en bezorgde Soucy internationale bekendheid. Het werd genomineerd voor de Prix Renaudot. In 1999 ontving Sourcy de Prix Ringuet en de Prix du grand public du Salon de livre de Montréal - La Presse. Het boek werd in 2017 verfilmd door de Québecse regisseur Simon Lavoie.
De roman Music-Hall!, verschenen in 2002, werd zowel in Québec als in Frankrijk uitgegeven. Sourcy won hiermee internationale prijzen, waaronder Prix des libraires du Québec (2003) en de Prix Jean-Hamelin (2003). De roman werd wereldwijd geprezen en is vertaald in meer dan twaalf talen. In Music-Hall! brengt Soucy weer een vreemde, onrustbarende, wrede wereld in kaart. Een 17-jarige jongen zwerft door New York. Hij weet niet beter of hij is Xavier X. Mortanse, een kort geleden aangekomen Hongaarse immigrant. Het enige wat hij zich herinnert is dat hij op een dag wakker werd op een kade in Amerika, met chocolaatjes in zijn broekzak en zijn voornaam op zijn pols getatoeëerd. Het boek is gesitueerd aan het begin van de jaren twintig van de vorige eeuw. Xavier werkt als leerling-sloper voor een zooitje ongeregeld en ontdekt de haat en wreedheid van een overdonderende stad die iedereen opslokt die zich daar waagt.

## Thema’s
De romans van Gaétan Soucy gaan over mensen met angsten en trauma's en spelen zich af tegen de achtergrond van existentiële vragen over dood, rouw, fouten, schuldgevoelens, de mysteries van seksualiteit en de obsessieve kracht van het geheugen. Zijn literaire oeuvre is een universum vol verminkte kinderen die een harteloze opvoeding krijgen, tweelingen die wreed gescheiden worden, vuur, as en de wurggreep van de rooms-katholieke kerk. Gaetan zelf beschrijft zijn eerste drie romans als een trilogie van de Vergeving. Over zijn eigen angsten zegt hij: "Iedereen is bang te bestaan, bang te verliezen. Ik lijdt zelf aan paniekaanvallen. Je moet de moed hebben de angst in de ogen te kijken en te accepteren. Schrijven is voor mij precies datgene naderen wat mij de meeste angst inboezemt. Het is een manier om mezelf van die fataliteit te bevrijden. Mijn boeken hebben me geholpen een beter mens te worden.

## Werken

### Romans
- 1994 L'Immaculée Conception. Nederlandse vertaling: De onbevlekte ontvangenis. Vertaald door Han Meijer. Uitgeverij Querido, Amsterdam, 2007. ISBN 978-90-214-3321-9
- 1997 L’Acquittement (Vergeving). Niet in het Nederlands vertaald.
- 1998 La Petite Fille qui aimait trop les allumettes. Nederlandse vertaling: Het meisje dat te veel van lucifers hield. Vertaald door Han Meijer. Uitgeverij Querido, Amsterdam, 2002. ISBN 978-90-214-8221-5
- 2002 Music-Hall ! Nederlandse vertaling: Music-Hall! Vertaald door Han Meijer. Uitgeverij Querido, Amsterdam, 2004. ISBN 978-90-214-8015-8

### Korte verhalen
- 2005 L'Angoisse du héron
- 2014 N'oublie pas, s'il te plaît, que je t’aime

### Toneel
- 2001 Catoblépas

- Biblioteca Nacional de España: XX1427699
- Bibliothèque nationale de France: cb130257124 (data)
- Gemeinsame Normdatei: 12305768X
- International Standard Name Identifier: 0000 0001 2142 0926
- Library of Congress Control Number: n97039243
- Nationale Bibliotheek van Tsjechië: xx0014114
- Nederlandse Thesaurus van Auteursnamen: 189598263
- Istituto Centrale per il Catalogo Unico: UBOV133671
- Système universitaire de documentation: 057283737
- Virtual International Authority File: 85390905
- WorldCat: E39PBJrchk4HyqhBjvKT4Mfwmd